# Samsung Galaxy S8
Samsung Galaxy S8, Samsung Galaxy S8+ và Samsung Galaxy S8 Active là bộ 3 chiếc điện thoại thông minh cao cấp chạy Android được sản xuất bởi Samsung Electronics, đồng thời là thế hệ thứ 8 của Samsung Galaxy dòng S. Ra mắt vào ngày 29 tháng 3 năm 2017 trong một sự kiện truyền thông tại thành phố New York và được phát hành vào tháng 4 năm 2017, giao hàng tại Hoa Kỳ từ ngày 21 tháng 4 năm 2017.
Vào ngày 8 tháng 8 cùng năm, Samsung cũng cho ra mắt Galaxy S8 Active như là một phiên bản đặc biệt của bộ đôi này.
Vào tháng 5 năm 2018, Samsung cho ra mắt phiên bản Samsung Galaxy S Light Luxury (hay Galaxy S8 Lite) chỉ phân phối độc quyền tại thị trường Trung Quốc.

## Thiết kế và những tính năng mới
Bộ đôi S8 và S8 + thay đổi hoàn toàn ngôn ngữ thiết kế só với thế hệ tiền nhiệm Galaxy S7/S7 edge, cùng phần cứng được nâng cấp mạnh mẽ, bao gồm màn hình cong Infinity lớn hơn với tỷ lệ mới 18.5:9, viền màn hình trên và dưới mỏng. Máy bao gồm 2 mặt lưng kính Gorilla Glass 5 kết hợp khung nhôm.
S8/S8+ loại bỏ phím Home vật lý và đưa các phím điều hướng vào trong màn hình, cảm biến vân tay được đặt về mặt sau ngang hàng với camera.
Galaxy S8/S8+ lần đầu tiên giới thiệu trợ lý ảo giọng nói mới, Bixby, thay thế cho S-Voice (cùng với nút vật lý chuyên dụng để kích hoạt Bixby), chuyển từ cổng sạc MicroUSB sang USB-C và tính năng Samsung DeX, kết hợp với phụ kiện đặc dụng ngoài cho phép sử dụng điện thoại với giao diện máy tính để bàn có hỗ trợ bàn phím và chuột.
Galaxy S8 Active được gia công bằng các vật liệu cứng hơn nhằm bảo vệ chống sốc, vỡ, nước và bụi, với khung kim loại và kết cấu cứng, cải thiện độ bám giúp S8 Active có thiết kế chắc chắn. Màn hình của S8 Active có cùng kích thước với mẫu S8 tiêu chuẩn nhưng sử dụng màn hình phẳng.
Galaxy S8 sở hữu các tùy chọn màu sắc:, trong đó Coral Blue là màu nổi bật nhất.
- Midnight Black,
- Orchid Gray,
- Arctic Silver,
- Coral Blue,
- Maple Gold,
- Rose Pink,
- Burgundy Red.

Galaxy S8 Active chỉ có tùy chọn 2 màu Meteor Gray và Tungsten Gold. S8 Lite (S Light Luxury) cũng chỉ có 2 màu Burgundy Red và Midnight Black.

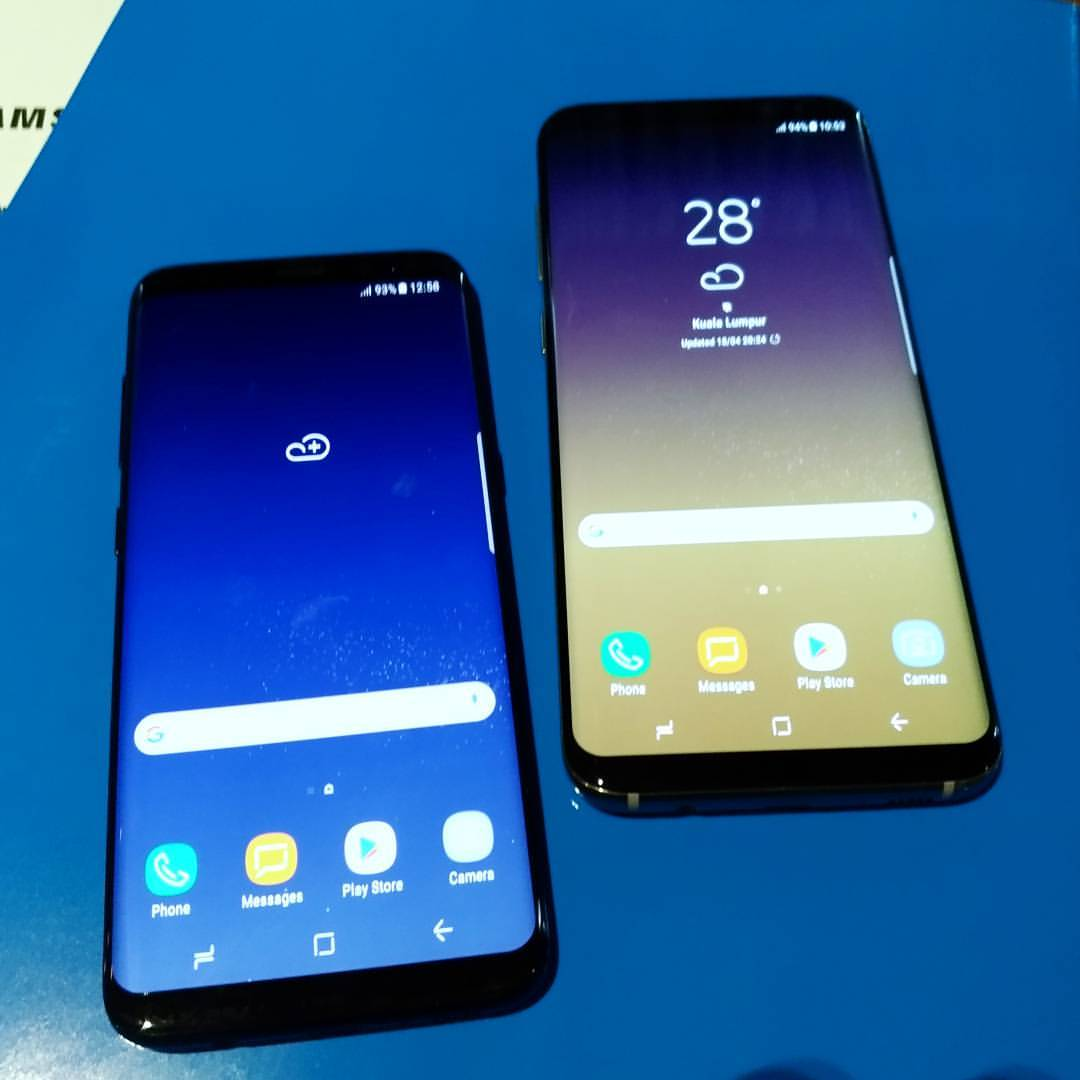
Samsung Galaxy S8 và S8+

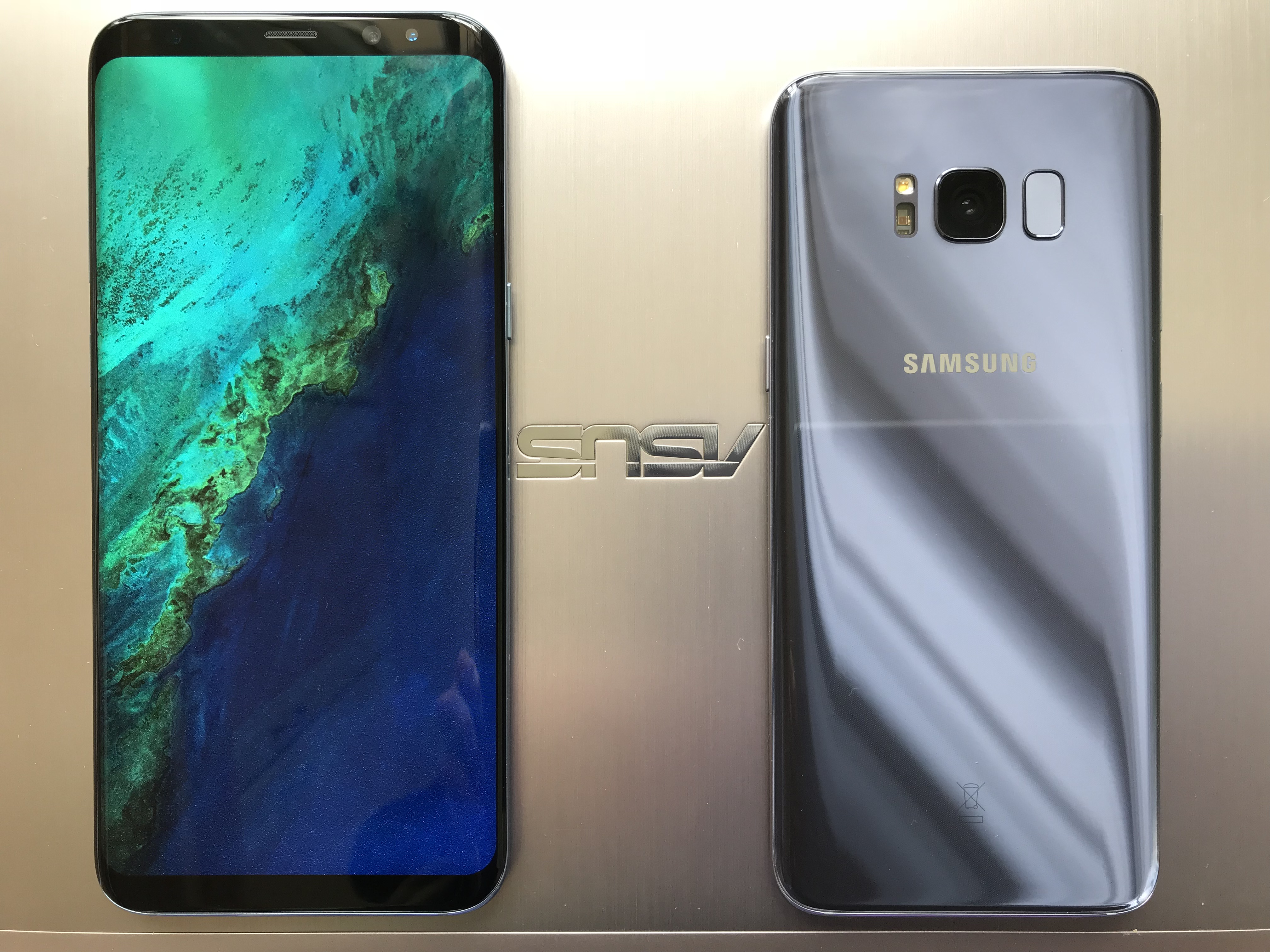
Samsung Galaxy S8+ và Galaxy S8

## Thông số kỹ thuật

### Phần cứng
Bộ đôi Galaxy S8 và S8+ được trang bị màn hình Super AMOLED 1440 x 2960p HDR10, với tỉ lện màn hình 18.5:9 dài hơn tỉ lệ 16:9 vốn được sử dụng bởi đa số các điện thoại thông minh thời bấy giờ, S8 có màn hình 5.8-inch, còn S8+ có màn hình 6.2-inch. Galaxy S8 Active có kích thước màn hình tương tự như Galaxy S8 nhưng màn hình sẽ không được bo cong như các máy Galaxy S khác.
CPU: Exynos 8895 10 nm 8 nhân 64-bit hoặc (Galaxy S8, S8+) hoặc Qualcomm MSM8998 Snapdragon 835 (10 nm) tùy thị trường.
Bộ nhớ 64GB 4GB RAM. Riêng S8+ có thêm tùy chọn 128GB 6GB RAM.
Pin 3000mAh với S8, 3500mAh với S8+, 4000mAh với S8 Active, sạc nhanh Quick Charge 2.0 15W.
Camera selfie kép 8MP và 2MP.
Camera sau 12 MP, f/1.7, 26mm (wide), 1/2.55", 1.4 µm, dual pixel PDAF, OIS chống rung quang học.
Phiên bản cắt giảm S Light Luxury chỉ có màn hình 5.8 inch tỷ lệ 18.5:9, độ phân giải 2.220 x 1.080 px, CPU Snapdragon 660 kết hợp cùng bộ nhớ RAM 4 GB, ROM 64 GB, pin 3.000 mAh.

### Phần mềm
Galaxy S8/S8+ xuất xưởng với chạy Android 7.0 "Nougat" với giao diện người dùng Samsung Experience (trước kia là TouchWiz), và hỗ trợ lý ảo Bixby và Google Hiện nay bộ đôi có thể được nâng cấp lên Android 9 (Pie) với giao diện người dùng One UI.

## Đánh giá
Galaxy S8 và S8 + khi phát hành đã được người dùng đón nhận nhiệt tình. Trong thời gian đặt hàng trước, kỷ lục một triệu chiếc đã được đặt ở Hàn Quốc và tổng doanh số cao hơn 30% so với Galaxy S7/S7edge. Tuy nhiên, các báo cáo tiếp theo vào tháng 5 đã công bố mức doanh số hơn năm triệu máy đã bán, một con số thấp hơn đáng kể so với các mẫu Galaxy S series trước đây.
S8 và S8 + nhận được những đánh giá tích cực về tổng thể thiết kế. Tuy nhiên các tính năng trợ lý ảo Bixby tỏ ra quá mờ nhạt khi ra mắt, giống như thất bại của S-Voice. Đặc biệt với sự ra đời của Google Assistant, tham vọng của Samsung về Bixby càng khó thực hiện.
Cảm biến nhận diện gương mặt 2D của S8/S8+ bị đánh giá là kém hiệu quả khi có thể bị đánh lừa bởi những bức ảnh phù hợp của người dùng.
Vào ngày 11 tháng 3 năm 2018, Samsung đã ra mắt sản phẩm kế nhiệm cho S8/S8+, bộ đôi Samsung Galaxy S9/S9+.

## Lịch sử
Trước khi có thông báo chính thức, các phương tiện truyền thông đã đưa tin về tin đồn của thế hệ Galaxy S8.
Vào tháng 12 năm 2016, SamMobile đã viết rằng Galaxy S8 sẽ loại bỏ jack cắm tai nghe 3.5mm giống như iPhone 7/7Plus, sau đó được tin đồn sai sự thật. Vào tháng 1 năm 2017, The Guardian đã viết rằng màn hình của thế hệ mới sẽ rất lớn với cạnh viền rất hạn chế, cùng máy quét mống mắt. Ngoài ra, The Guardian tuyên bố rằng các Galaxy S8 sẽ đi kèm với 64 GB lưu trữ và hỗ trợ thẻ nhớ microSD, sử dụng cổng sạc USB-C và có trợ lý cá nhân thông minh "Bixby". Ngay sau đó, VentureBeat đã tiết lộ hình ảnh của chiếc điện thoại và các chi tiết bổ sung, bao gồm việc bỏ đi nút Home vật lý và các phím điều hướng bên ngoài, trong đó cảm biến vân tay được di chuyển ra mặt sau của điện thoại. Evan Blass đã tweet vào giữa tháng 3 về các tùy chọn màu sắc cho S8.
Galaxy S8 và S8 + chính thức được công bố vào ngày 29 tháng 3 năm 2017, với các đơn đặt hàng trước bắt đầu từ ngày 30 tháng 3 và phát hành chính thức tại Hoa Kỳ vào ngày 21 tháng 4 năm 2017. Sau danh sách bán lẻ Best Buy vào tháng 3, Samsung đã mở các đơn đặt hàng trước ở Mỹ vào ngày 9 tháng 5 năm 2017, giao hàng từ ngày 31 tháng 5.
Galaxy S8 và S8 + được phát hành quốc tế vào ngày 21 tháng 4 năm 2017 tại quê nhà Hàn Quốc, Canada, và Đài Loan. Vào ngày 28 tháng 4, chúng đã lên kệ ở Vương quốc Anh, Úc, Ireland, và Nga. tiếp theo là Singapore một ngày sau đó. Vào ngày 5 tháng 5, chúng đã có sẵn ở Malaysia. New Zealand, Ấn Độ, Philippines, và Thái Lan. tiếp theo là Brazil vào ngày 12 tháng 5. Vào ngày 25 tháng 5, chúng đã có sẵn ở Trung Quốc, và Hồng Kông. Vào ngày 8 tháng 6, máy được bán ra ở Nhật Bản.
Vào tháng 7 năm 2017, hình ảnh của Galaxy S8 Active đã bị rò rỉ trên Reddit, và tháng sau, AT&T "vô tình" xác nhận sự tồn tại của nó thông qua một tài liệu trong một chiến dịch quảng cáo. Galaxy S8 Active chính thức có sẵn để đặt hàng trước, độc quyền thông qua AT&T vào ngày 8 tháng 8 năm 2017, và mở bán vào ngày 11 tháng 8. VentureBeat đã báo cáo vào cuối tháng 9 rằng nhà mạng T-Mobile cũng sẽ bán máy vào tháng 11, Samsung sau đó đã xác nhận cả T-Mobile và Sprint đều sẽ mở bán vào đầu tháng 11.